# Усне мовлення
У́сна мова — первісна форма мовлення, що була єдиною формою словесного спілкування до появи писемності. Вона передається безпосередньо співрозмовнику і орієнтована на слухове сприйняття.
Деякі сфери мовної діяльності функціонують виключно у формі усного мовлення, зокрема:
- територіальні діалекти,

- фольклор,

- репортажі та коментарі теле- і радіожурналістів з місць подій,

- збори, конференції, бесіди, інтерв'ю,

- розповіді екскурсоводів,

- судові промови.

Усне мовлення може здійснюватися під час безпосереднього контакту співрозмовників або може бути опосередковане технічним засобом (телефоном тощо), якщо спілкування відбувається на значній відстані.

## Загальна характеристика
Усне мовлення здебільшого має діалогічний характер, однак також застосовується у монологічній формі — зокрема у лекціях, доповідях, промовах, публічних виступах. У таких випадках воно наближається за лексичними й синтаксичними ознаками до писемної мови. Основною особливістю є безпосередній контакт між співрозмовниками, проте спілкування можливе і на відстані — за допомогою технічних засобів, наприклад, таких як мобільний телефон, Skype або Viber.
Порівняно з писемною формою, усна мова є більш довільною, спонтанною та експресивною. У ній широко використовуються розмовна, просторічна, побутова, а іноді й діалектна лексика, народна фразеологія, емоційно забарвлені слова та звороти. Для діалогічного мовлення характерні прості, часто неповні речення, а також спонукальні, питальні та окличні конструкції. Застосовуються короткі синтаксичні побудови, а також невербальні засоби комунікації — міміка, жести, поза, сила голосу, темп мовлення, інтонація, логічні наголоси й паузи.
Діалогічне мовлення передає емоційну реакцію співрозмовника — прохання, здивування, схвалення, радість, заперечення, обурення тощо. Усне мовлення може бути зафіксоване технічними засобами (аудіо- або відеозаписом), зберігатися та відтворюватися у майбутньому. У таких випадках воно сприймається як живе мовлення. Цей тип мовлення також відображає рівень освіти й загальну культуру мовця.

## Характерні риси й види усного мовлення
Для усного мовлення, на відміну від писемного, характерні:
- надлишок (наявність повторів, уточнень, пояснень);
- використання невербальних засобів спілкування (жестів, [міміки);
- економія мовленнєвих висловлювань, еліпсиси (мовець може не називати, пропускати те, про що можна легко здогадатися).

Усне мовлення завжди обумовлене мовленнєвою ситуацією.
Розрізняють:
- непідготоване (спонтанне) усне мовлення (діалог, інтерв'ю, дискусія) та підготоване усне мовлення (лекція, виступ, звіт);
- діалогічне (безпосередній обмін висловлюваннями між двома чи кількома особами) та монологічне (звернене до одного або групи слухачів, іноді — до самого себе) усне мовлення.